# Pastoralliturgischer Kongress von Assisi
Der erste Internationale Pastoralliturgische Kongress war eine Zusammenkunft von römisch-katholischen Bischöfen und Priestern im September 1956 in Assisi. Er hatte große Bedeutung bei der Vorbereitung der Liturgiereform des Zweiten Vatikanischen Konzils.
Das Schwerpunktthema des Kongresses war die pastorale Ausrichtung der Liturgie. Insbesondere wurden die Frage des Gebrauchs der Landessprache im Gottesdienst und die Reform des Stundengebets zum Teil kontrovers diskutiert. An dem Kongress nahmen rund 80 Bischöfe und Äbte sowie über 1400 Priester aus allen Erdteilen statt. Er erhielt dadurch kirchenamtlich-offiziellen Charakter, dass der Präfekt der Ritenkongregation, Kardinal Gaetano Cicognani, den Vorsitz führte; Vizepräsidenten waren fünf Kardinäle, die jeweils für eine Sprachfamilie standen, darunter der Kölner Kardinal Joseph Frings für die deutschsprachigen Länder. Der Kongress wurde vom 18. bis 21. September 1956 in Assisi abgehalten und schloss am 22. September in Rom mit einer Audienz bei Papst Pius XII. Der Papst hielt dabei eine viel beachtete Ansprache, in der er die liturgische Bewegung würdigte.
Die deutschen Theologen und Jesuiten Josef Andreas Jungmann und Augustin Bea hielten grundlegende Referate. Jungmann sprach über Seelsorge als Schlüssel der Liturgiegeschichte, der Exeget Bea, damals Konsultor der Ritenkongregation und ab 1959 Kurienkardinal, über die seelsorgliche Bedeutung der Bibel in der Liturgie. Der Direktor des Deutschen Liturgischen Instituts in Trier, Johannes Wagner, war Mitglied des vierköpfigen zentralen Organisationskomitees des Kongresses und referierte über „liturgische Kunst und Seelsorge“. Kardinal Giacomo Lercaro hielt einen Vortrag über „Rubrikenvereinfachung und Brevierreform“ und machte Vorschläge für die Auswahl und Verteilung der Psalmen, Hymnen und Lesungen, die später bei der Reform des Stundengebets aufgegriffen wurden. Eine große Zahl von Teilnehmern des Kongresses forderte die Einführung der Muttersprache in der Liturgie, während Kardinal Cicognani entschieden für die Notwendigkeit plädierte, das Lateinische als Sprache der Liturgie beizubehalten. Die Abreise des Kardinals vor Ende des Kongresses wurde zunächst als Protest gegen die Forderung der muttersprachlichen Gottesdienste verstanden, hatte aber in Wahrheit gesundheitliche Gründe; den Vorsitz übertrug er an Kardinal Lercaro.
Johannes Wagner bezeichnete es als Ziel des Kongresses, Papst Pius XII. für seine Förderung der liturgischen Erneuerung zu danken, „die seelsorglichen Früchte, die sie bereits gebracht hat, aufzuzeigen“ und „die Hoffnungen, die sich mit ihr für die Vertiefung des gottesdienstlichen Lebens in der Zukunft verbinden, anzudeuten“. Der Liturgiker Annibale Bugnini, der eine führende Rolle bei der Umsetzung der Liturgiereform des Zweiten Vatikanischen Konzils hatte, sieht rückblickend in dem Kongress einen wichtigen „Faktor für das entschlossene Ingangsetzen der Liturgiereform“, der zeige, dass die Liturgiereform „die Frucht einer langen Zeit des Reifens“ sei.